# Zece negri mititei
Zece negri mititei (în engleză Ten Little Niggers) este un roman polițist scris de către Agatha Christie, fiind considerat capodopera acesteia, și descrisă de ea ca cea mai grea carte de scris. A fost pentru prima oară publicat în Regatul Unit, de către editura Collins Crime Club, pe 6 noiembrie 1939. Un detaliu important al cărții îl constituie un cântec englez publicat în 1868 ("Ten Little Injuns"). Din motive rasiale, ediția din Statele Unite a fost publicată abia în decembrie 1939, titlul fiind schimbat în: Și n-a mai rămas niciunul (And Then There Were None).
Este cea mai bine vândută carte a lui Christie, cu peste 100 milioane de exemplare vândute, fiind, în același timp, și cel mai bine vândut roman polițist, precum și una dintre cele mai bine vândute cărți din toate timpurile.

## Premisă
În roman, zece oameni sunt atrași pe o insulă sub diferite pretexte, ex. oferirea unui loc de muncă, o vacanță de vară târzie și neașteptată sau întâlnirea unor prieteni vechi. Fiecare dintre ei a fost făptaș al unei crime, dar fie a scăpat de justiție, fie a comis un act care nu poate fi sancționat legal. Oaspeții sunt acuzați de "crimele" lor în prima seară, prin intermediul unei înregistrări de gramofon, și sunt informați că au fost aduși pe insulă să plătească pentru ce au făcut. Ei sunt singuri pe insulă și nu pot scăpa, datorită distanței prea mari de uscat, dar și datorită vremii capricioase. Fiecare dintre cei zece sunt omorâți, într-o manieră ce face referire la versurile din poezie. Nimeni nu pare să fi rămas în viață după ce ultima persoană moare. O confesiune, sub forma unui epilog al romanului, dezvăluie cum au avut loc toate crimele, dar și cine este criminalul.

## Rezumat
Într-o zi caldă de august, opt persoane ajung pe Insula Negrului, o insuliță izolată aflată la mai bine de o milă de coasta comitatului Devon, din Anglia. Aparent, fiecare persoană a primit o invitație, de la un anumit U.N. Owen, în care se menționează istoria lui sau ei proprie, și în care, de exemplu, se oferă un loc de muncă, o vacanță de vară târzie și neașteptată sau întâlnirea unor prieteni vechi. Ei sunt întâmpinați de un majordom și o bucătăreasă (care nu și-au întâlnit niciodată angajatorul), ei ajungând să fie în total zece pe insulă. În timp ce își așteaptă gazdele, ei găsesc înrămată o copie a poeziei "Zece negri mititei", așezată pe perete, și observă zece statuete din porțelan aflate pe masa din salon; ei discută și despre diferite ciudațenii, precum și despre pensiunea în care se află. Majordomul pune o înregistrare de gramofon în timp ce aceștia discută, precum a fost instruit să o facă; în mod neașteptat, înregistrarea conține o voce care vorbește despre fiecare vizitator în parte, despre crimele pe care le-a comis fiecare, dar la care a scăpat de justiție, iar, la final, vocea întreabă dacă "acuzații" au ceva de spus în apărarea lor. Fiecare persoană pare șocată și mulți manifestă inocență. Anthony Marston și Philip Lombard, însă, recunosc că acuzațiile sunt adevărate, dar dna. Brent refuză să discute despre asta împreună cu cei de acolo, dar îi povestește totul Verei Claythorne a doua zi. La finalul serii, Marston își termină paharul. El moare instantaneu, din cauza otrăvirii cu cianură, strecurată în paharul său. Imediat după aceea, oaspeții observă că una dintre statuete a dispărut, iar versurile poeziei par să reflecte maniera în care a murit ("Unul s-a-necat din ei și-au rămas doar nouă"). Restul oaspeților sunt, după aceea, omorâți unul câte unul, fiecare moarte având legătură cu versurile poeziei și cu dispariția statuetelor, cu toate că există multe abateri de la firul poveștii, ceea ce face ca ordinea victimelor să nu fie cea aparentă.
Poezia
“Zece negri mititei au cinat sub luna nouă;

Unul însă s-a-necat și-au rămas doar nouă.

Nouă negri mititei au stat noaptea după trei;

Unul s-a-ntrecut cu somnul și-au rămas doar opt din ei.

Opt negri mititei trec prin Devon într-o noapte;

Unul zice: “Eu rămân” — și-au rămas doar șapte.

Șapte negri mititei despicau surcele groase;

Unul s-a tăiat în două și-au rămas doar șase.

Șase negri mititei se jucau c-un stup, netoții;

Un bondar l-înțeapă pe-unul și-au rămas doar cinci cu toții

Cinci negri mititei vor s-ajungă magistrați;

Unul și-a-mplinit dorința și-au rămas deci patru frați.

Patru negri au plecat, hăt, pe mare, mititei;

Unul a picat în laț și-au rămas doar trei.

Trei negri mititei zic: “La zoo e de noi”.

Pe-unu-l strânse-un urs în brațe și-au rămas doar doi.

Doi negri mititei se uscau la soare-un pic;

Unul s-a prăjit de tot și-a rămas un negru mic.

Un negru mititel, singur-singurel,

Cu un ștreang s-a spânzurat și n-a mai rămas nici el.”

### Scrisoarea criminalului
Un vas de pescuit descoperă o sticlă (ce conține confesiunea criminalului), care este trimisă apoi la Scotland Yard. Nu este explicat cât timp a trecut după ce crimele s-au petrecut și până este găsită sticla. Sticla conține descrierea detaliată a motivației și planului aceluia dintre oaspeți care i-a omorât pe toți ceilalți, și-a înscenat moartea la momentul potrivit, apoi s-a sinucis în final. 

## Personajele romanului
Următoarele detalii despre personaje sunt extrase din roman. Istoria și numele fiecărui personaj pot varia de la adaptare la adaptare, datorită cenzurii, culturii etc. 
- Anthony James Marston a omorât doi copii (John și Lucy Combes) în timp ce conducea cu viteză, faptă pentru care nu a simțit nicio remușcare și nici nu a acceptat vreo responsabilitate, plângându-se doar că i s-a suspendat permisul. El moare prin otrăvirea cu cianura strecurată în paharul acestuia ("Unul s-a-necat din ei...").
- Ethel Rogers, bucătăreasă și soție a lui Thomas Rogers, descrisă ca o femeie palidă, cu înfățișare fantomatică. Din cauza brutalității soțului ei, ei îi este frică constant. Soțul ei a hotărât să nu îi mai dea medicamentele fostei lor angajatoare (o femeie bătrână pe nume Jennifer Brady), pentru a colecta o moștenire pe care cei doi știau că le-ar fi rămas, conform testamentului ei. Dna. Rogers a fost bântuită de această crimă pentru restul vieții ei, și a fost a doua dintre victimele lui Owen, murind în somn, după o supradoză de hidrat de clor strecurată în rachiul ei ("Unul a dormit prea mult...").
- Gen. John Gordon Macarthur, un veteran al primului război mondial, care l-a trimis pe amantul soției lui (un ofițer tânăr pe nume Arthur Richmond) la moarte, într-o misiune în care era practic imposibil să supraviețuiească. Leslie Macarthur a încurcat scrisorile atunci când le-a scris amândurora în același timp. Generalul este resemnat cu ideea că nimeni nu va părăsi insula, mărturisindu-i acest lucru Verei Claythorne. După ce este lăsat singur, el este omorât cu o piatră în timp ce se afla pe malul mării ("Unul nu s-a-ntors din ei...").
- Thomas Rogers, majordom și soț al lui Ethel Rogers. El își domină soția slabă de înger, iar împreună au omorât-o pe fosta angajatoare a lor, aceasta din urmă având un atac de cord din cauza faptului că nu a primit medicamentele la timp. Cei doi au moștenit suma lăsată în testamentul acesteia. Chiar și după moartea soției ei, Rogers a continuat să-și facă meseria, servindu-i pe ceilalți. El este omorât cu un topor în timp ce tăia lemne în șopron ("Unul s-a tăiat din ei...").
- Emily Caroline Brent, o femeie bătrână ce a acceptat invitația pe Insula Negrilor din cauza constrângerilor financiare. Cu ani în urmă, ea și-a concediat și dat afară din casă servitoarea, pe Beatrice Taylor, o femeie tânără, deoarece rămăsese însărcinată fără a fi căsătorită. Beatrice, care fusese deja respinsă de părinții ei din același motiv, s-a sinucis, lucru pe care dna. Brent îl consideră un păcat și mai grav. După ce refuză să discute această situație cu persoanele de acolo, ea se confesează Verei Claythorne, care le spune, la rândul ei celorlalți. Dna. Brent este găsită și ea moartă, fiind mai întâi sedată cu hidrat de clor, strecurat în cafea, după care este înțepată în gât cu o seringă a dr. Armstrong, ce conținea cianură ("Pe unul l-au pișcat din ei...").
- Lawrence John Wargrave, un judecător retras din activitate, cunoscut și din cauza faptului că a acordat pedeapsa cu moartea în multe dintre cazurile sale. Vocea de pe gramofon îl acuză că a manipulat juriul spre a-l găsi vinovat pe unul din acuzați, apoi l-a condamnat la moarte. Este împușcat în cap în salon, apoi înfășurat într-o draperie, cu lână pusă pe cap, ca să pară îmbrăcat în roba și peruca de judecător. ("Unul și-a împlinit dorința...")
- Edward George Armstrong, doctor, responsabil pentru moartea unei paciente, Louisa Mary Clees, după ce a operat-o sub influența alcoolului, cu mulți ani în urmă. După ce dispare în timpul nopții, ceilalți cred că el este criminalul, dar cadavrul lui este găsit la țărm la sfârșitul romanului, mărind suspansul ("Unul fu-necat din ei...").
- William Henry Blore, fost inspector de poliție, acum detectiv particular, este acuzat de falsificarea mărturiei depuse în schimbul unei mite din partea unei bande de criminali, care a rezultat în condamnarea lui James Landor la închisoare pe viață. Landor, care avea o soție și un copil mic, a murit în închisoare. Folosind numele fals de "Davis" și pretinzând că a venit din Africa de Sud, precum fusese instruit de Isaac Morris, care l-a angajat din motive de „securitate”, el este demascat după incidentul cu discul de gramofon, și își recunoaște adevărata identitate. El neagă acuzația spusă pe înregistrare, dar i se confesează mai târziu lui Lombard. Craniul său este zdrobit după ce este lovit cu un ceas în formă de urs, aruncat din camera Verei ("Pe-unul ursul l-a mâncat...").
- Philip Lombard, mercenar. El vine pe insulă cu un pistol încărcat, la sugestia lui Isaac Morris. Lombard este acuzat de moartea a douăzeci și unu de oameni dintr-un trib est-african, după ce le-a furat mâncarea și i-a lăsat să moară de foame. El, împreună cu Marston, sunt singurii oaspeți care recunosc aproape imediat acuzațiile care le sunt aduse; niciunul dintre ei nu are remușcări. Lombard este împușcat mortal de către Vera pe plajă ("Unul s-a prăjit din ei..."), care a crezut că el este criminalul.
- Vera Elizabeth Claythorne, o femeie eficientă și calmă, profesoară de sport la o școală de fete, care își suplimentează veniturile pe timp de vară cu joburi temporare de secretară. Ea nu-și găsește ușor de lucru deoarece ultimul ei serviciu, cel de bonă, s-a terminat cu moartea copilului Cyril Hamilton, pe care ea l-a lăsat intenționat să înoate în mare – la insistențele acestuia – și care s-a înecat. A făcut aceasta pentru ca iubitul ei, unchiul lui Cyril, Hugo Hamilton, să devină capul familiei și moștenitor al domeniului ei, și să se însoare cu ea. Ea s-a prefăcut că înoată pentru a-l salva pe Cyril, dar că nu a ajuns la timp. Hugo, care își iubea nepotul, și-a dat seama de schema Verei și a abandonat-o imediat.                                                                                                             Sănătatea ei mintală se deteriorează pe parcursul cărții, fiind urmărită de figura lui Hugo. După ce l-a împușcat mortal pe Lombard cu pistolul acestuia, ea se reîntoarce în vilă, ușurată că a scăpat, dar observă un ștreang gata pregătit cu un scaun dedesubtul acestuia în camera ei. Halucinându-l pe Hugo care o încurajează să-și pună ștreangul de gât, se conformează, după care simte cum îi cade scaunul de sub picioare, îndeplinind și ultimele versuri ale poeziei fatidice ("Un negru mititel trăia singur-singurel; Într-o zi s-a spânzurat și n-a mai rămas nici el.").
- Isaac Morris, un avocat imoral, angajat de "dl. Owen" să cumpere insula pentru el, și care este decedat înainte ca povestea să înceapă. El le-a zis localnicilor să ignore semnalele venite de pe insulă, spunând că acolo o să se desfășoare un fel de experiment. El a realizat aranjamentele ca oaspeții și servitorii să vină pe insulă, "dl Owen" recompensându-l, pentru toate acestea, cu 100 de guinee (105 £). Morris a fost responsabil și el pentru moartea unei ființe umane, ființă care nu a avut niciun preț pentru el. Din cauza afacerilor cu droguri, el a cauzat dependența și sinuciderea unei tinere femei. Ajuns să sufere de tulburări mintale, el se încrede în "dl. Owen", care îi recomandă un cocktail de pastile, asigurându-l că o să se simtă mai bine. Cronologic, Morris este, de fapt, prima victimă, murind înainte ca povestea să înceapă.
- Fred Narracott, luntrașul care i-a adus pe invitați de pe uscat pe insulă. După ce face asta, el nu mai apare deloc în poveste, cu toate că Inspectorul Maine notează că Narracott, simțind ceva foarte dubios, se reîntoarce pe insulă de îndată ce vremea se îmbunățățește și găsește cadavrele.
- Sir Thomas Legge și Inspectorul Maine, doi detectivi de la Scotland Yard, discută cazul în epilogul cărții. Se sugerează că poliția nu rezolvase cazul până când nu a fost găsită scrisoarea criminalului.

## Publicarea
Romanul are un istoric lung și remarcabil de publicare. Este în continuare unul dintre cele mai bine vândute romane în engleză, și în traduceri în alte limbi. De la început, în engleză, a fost publicat sub două titluri diferite, deoarece sensibilitatea față de titlu varia între Regatul Unit și Statele Unite.
Romanul a fost publicat în premieră spre sfârșitul lui 1939 și la începutul lui 1940 aproape simultan, în Regatul Unit și Statele Unite. A apărut în foileton în 23 de părți în Daily Express între marți, 6 iunie și sâmbătă, 1 iulie 1939. Fiecare episod al foiletonului a fost însoțit de o ilustrație semnată „Prescott”, prima cu un desen al Insulei Burgh⁠(d) din Devon care a inspirat decorul poveștii. Versiunea serializată nu a fost împărțită pe capitole. Cartea a fost scoasă la vânzare la prețul de șapte șilingi și șase pence.

### Titlul
În Regatul Unit, cartea a apărut mai întâi sub titlul Ten Little Niggers, atât în foileton cât și sub formă de carte. În Statele Unite a fost publicată însă sub titlul And Then There Were None, în ambele formate. Publicațiile americane au schimbat titlul față de cel britanic din cauza faptului că cuvântul nigger este perceput în cultura americană⁠(d) drept o insultă sau un epitet peiorativ cu tentă rasistă⁠(d). În societatea britanică de la acea dată, nu era așa. Versiunea foileton a apărut în Saturday Evening Post în șapte părți din 20 mai (Volumul 211, Numărul 47) până în 1 iulie 1939 (Volumul 212, Numărul 1) cu ilustrații de Henry Raleigh, iar cartea a fost publicată în ianuarie 1940 de Dodd, Mead and Company⁠(d) și vândută cu prețul de 2 dolari.
În romanul britanic originar, și în republicările lui de până în 1985, personajele cântecului erau niggers, inclusiv numele insulei și cele zece figurine. Edițiile britanice au continuat utilizarea titlului originar până la apariția titlului actual definitiv, And Then There Were None (lit. „Și n-a mai rămas niciunul”, extras din ultimul vers al cântecului), odată cu retipărea în 1985 a ediției din 1963 de la Fontana Paperback.
Cuvântul „nigger” era deja un termen peiorativ în Statele Unite la începutul secolului al XX-lea (chiar și la apogeul regimului Jim Crow), și de aceea primele ediții americane (1940) și primul foileton au schimbat titlul în And Then There Were None și au înlăturat din carte toate referirile la acel cuvânt. La fel s-a întâmplat și la filmul din 1945 (cu excepția ediției americane care a păstrat expresia «Nigger in the woodpile⁠(d)» în Capitolul 2 Partea VII și Capitolul 7 Partea III). Sensibilitatea față de titlul originar al romanului a fost remarcată de Sadie Stein în 2016, comentând un miniserial BBC cu titlul And Then There Were None, unde a remarcat că „chiar în 1939, titlul era considerat prea jignitor pentru a fi publicat în America.” În general, „opera lui Christie nu este cunoscută pentru sensibilitate rasială, și după standardele moderne opera ei în ansamblu este plină cu orientalism aruncat la întâmplare.” Titlul originar se baza pe un cântecel din spectacolele de menestrei și din jocurile copiilor. Stein o citează pe Alison Light despre puterea denumirii originare a insulei din roman, Nigger Island („Insula Negrilor”), „de a invoca o «stranietate» interesantă, un loc unde sunt adecvate dezvăluirile depsre «latura întunecată» a englezilor”. Light continuă spunând că „locația [insula] lui Christie este mai domesticită și mai particularizată, luând de bună construcția fricilor rasiale întrețesută în viața psihică încă din fragedă copilărie.” Vorbind despre „binecunoscutul” film din 1945, Stein a adăugat că „suntem confruntați doar cu fantastic de multă violență, și o poezioară atât de macabră și de înfiorătoare încât astăzi nu mai este auzită decât în contextul Agathei Christie.” Ea simțea că titlul originar britanic al romanului, văzut astăzi, provoacă o reacție „de înfiorare viscerală”.

### Roman polițist best-seller
Zece negri mititei este cel mai bine vândut roman polițist din toate timpurile, și a făcut din Agatha Christie cea mai bine vândută romancieră din toate timpurile, conform Agatha Christie Estate.
S-a vândut în peste 100 de milioane de exemplare; este și cel mai bine vândut roman de mister, și una din cele mai bine vândute cărți din toate timpurile. Publications International enumeră romanul ca al șaselea cel mai bine vândut titlu.

## Recepție
Zece negri mititei este unul dintre cele mai cunoscute romane polițiste ale lui Christie, fiind considerat capodopera acesteia, și descrisă de ea ca cea mai grea carte de scris. Scriind pentru ziarul The Times, la 11 noiembrie 1939, Maurice Percy Ashley a spus că: "Există un anumit sentiment de monotonie în regularitatea morților, care este caracteristic mai mult unei povești de ziar decât unui roman. Cu toate acestea, este o dilemă ingenioasă în descoperirea criminalului", a mai spus el. "Doar un cititor înrăit își va putea da seama."
Multe din recenzii au fost la fel de bune; în The New York Times (25 februarie 1940), Isaac Anderson a detaliat pregătirea intrigii până la momentul când "vocea" îi acuză pe cei zece "oaspeți" de crimele și păcatele lor, care au rezultat în moartea altor persoane, după care a continuat: "Când citești ce se întâmplă după asta nu îți vine să crezi, dar continui să citești, și, în timp ce un eveniment incredibil este urmat de un altul mai incredibil, tot vei continua să citești. Toată treaba este uimitor de imposibilă și uimitor de fascinantă. Este cel mai derutant roman pe care l-a scris vreodată Agatha Christie, și dacă vreun alt cititor a întrecut acest lucru vreodată, nouă nu ne vine în minte însă niciunul.  Ne referim, bineînțeles, la mistere care au explicații logice, precum acesta. Este o poveste trasă de păr, oricum, dar care s-ar fi putut întâmpla."
Din cauza calității acestei cărți, mulți au comparat-o cu romanul lui Christie din 1926, Cine l-a ucis pe Roger Ackroyd. De exemplu, un recenzor anonim de la Toronto Star a scris, la 16 martie 1940, că: "Alții au scris mistere mai bune decât Agatha Christie, dar nimeni nu poate concura cu ea la intriga și finalul surprinzător. Cu Zece negri mititei... ea a atins punctul cel mai ingenios și surprinzător... și, într-adevăr, a atins nivelul lui Roger Ackroyd."
Alții critici laudă întorsăturile de situație și finalul surprinzător. Maurice Richardson a scris o recenzie rapsodică în numărul din 5 noiembrie 1939 al lui The Observer: "Nu e de mirare că ultima operă a lui Agatha Christie i-a trimis pe editori într-o transă. O să ne abținem, oricum, de la orice comparație cu Roger Ackroyd, deoarece Zece negri mititei este una dintre cele mai bune cărți a lui Christie de până acum. Ne vom abține și de la comentarea întregii cărți, deoarece nu dorim să stricăm plăcerea cuiva de a o citi." După ce a vorbit despre partea de început, Richardson a concluzionat: "Povestea și personajele se află la latitudinea nefastă a dnei. Christie. Intriga poate fi artificială, dar este îngrijită, briliant de vicleană, construită cum trebuie, și nu conține acele întorsături slabe de situație care, câteodată, îi înrăutățesc opera."
Robert Barnard, într-o recenzie mai recentă, a descris cartea ca un "Thriller amenințător și plin de suspans. Cadrul cu morțile succesive se termină cu o concluzie logică, iar pericolul poveștii de a deveni ridicolă este evitat. Probabil cea mai cunoscută și populară operă a lui Christie."

## Adaptări
Zece negri mititei a avut mai multe adaptări decât orice altă operă a lui Agatha Christie. Mare parte dintre adaptări au folosit finalul alternativ al piesei de teatru din 1943, scrisă tot de Christie. Cadrul a fost schimbat destul de des spre alte locații, cel al insulei fiind folosit destul de rar. În total, pe lângă piesa de teatru din 1943, au fost realizate 7 filme, 9 seriale, 2 emisiuni de radio și 1 joc video, ce s-au bazat pe roman sau doar pe ideea acestuia.
| Cronologia adaptărilor            | Cronologia adaptărilor                                      | Cronologia adaptărilor | Cronologia adaptărilor |
| Tip                               | Titlu                                                       | An                     | Note |
| --------------------------------- | ----------------------------------------------------------- | ---------------------- | --- |
| Film                              | Zece negri mititei                                          | 1945                   | Prima adaptare cinematografică. Primul film american. Produs & regizat de René Clair. |
| TV                                | Ten Little Niggers                                          | 1949                   | Producție de televiziune BBC (IMDb) |
| TV                                | Ten Little Niggers                                          | 1959                   | Producție de televiziune ITV (IMDb) |
| TV                                | Ten Little Indians                                          | 1959                   | Producție de televiziune NBC (IMDb) |
| Film                              | Zece negri mititei                                          | 1965                   | Film britanic, a doua adaptare cinematografică. Regia George Pollock, producția Harry Alan Towers⁠(d); Pollock mai făcuse patru filme cu Miss Marple având-o pe Margaret Rutherford în rolul principal. Decorul este schimbat de la insulă la o cabană de munte din Austria.                                                          |
| Film (bazat aproximativ pe carte) | Gumnaam⁠(d)                                                  | 1965                   | Adaptare cinematografică în Hindi (fără credite), care adaugă la povestea lui Christie elementele caracteristice „Bollywoodului” de comedie, muzică și dans. |
| TV                                | Zehn kleine Negerlein                                       | 1969                   | producție de televiziune vest-germană (IMDb) |
| Film                              | 5 bambole per la luna d'agosto⁠(d)                           | 1970                   | Italian film (directed by Mario Bava) |
| Film                              | Zece negri mititei                                          | 1974                   | Film în limba engleză regizat de Peter Collinson⁠(d) și produs de Harry Alan Towers⁠(d). Prima versiune color în limba engleză a povești, bazat pe un scenariu de Towers (sub pseudonimul „Peter Welbeck”), coautor al scenariului și pentru filmul din 1965. Acțiunea este mutată de pe insulă la un mare hotel în deșertul Iranului. |
| TV                                | Zece negri mititei                                          | 1974                   | serial TV Télé Liban⁠(d) în regia lui Jean Fayyad, adaptare pentru televiziune de Latifeh Moultaka. (Pagină Facebook) |
| Film                              | Zece negri mititei Десять негритят (Desiat negritiat)       | 1987                   | versiune cinematografică sovietică produsă/regizată de Stanislav Govoruhin. Păstrează intriga originală și sfârșitul sumbru ale romanului. |
| Film                              | Zece negri mititei                                          | 1989                   | Film britanic, produs de Harry Towers în regia lui Alan Birkinshaw⁠(d), cu acțiunea într-un safari din savana africană. |
| TV (parodie)                      | And Then There Was Shawn                                    | 1998                   | Al 17-lea episod din sezonul 5 din Boy Meets World⁠(d) |
| Film (vag adaptat)                | Identitate                                                  | 2003                   | Film horror care începe în același context |
| Film (vag adaptat)                | Minți ucigătoare                                            | 2004                   | Film de suspans-thriller cu premisă similară |
| Film (vag adaptat)                | Umineko no Naku Koro Ni⁠(d) Umineko no Naku Koro Ni Chiru⁠(d) | 2007–2010              | O serie de romane audio japoneze care împrunută premisa cărții și îl pune pe cititor într-o misiune de a descoperi identitatea din spatele crimelor, și dacă criminalul este om sau nu. |
| TV (vag adaptat)                  | Harper's Island⁠(d)                                          | 2009                   | miniserial de 13 episoade cu aceeași premisă |
| Film (vag adaptat)                | Devil⁠(d)                                                    | 2010                   | film de M. Night Shyamalan adaptează structura de bază a acestei povești și întorsătura finală la decorul unui ascensor |
| TV (parodie)                      | „And Then There Were Fewer⁠(d)”                              | 2010                   | primul episod din sezonul 9 de Family Guy, este o versiune comică cu aceeași premisă în care oaspeții sunt invitați pe o mare moșie, sunt izolați de o furtună și unii dintre ei sunt omorâți. |
| Film (vag adaptat)                | Aduthathu⁠(d)                                                | 2012                   | Film în tamilă |
| TV (vag adaptat)                  | Whodunnit? (2013 U.S. TV series)⁠(d)                         | 2013                   | Emisiune-concurs TV de tip reality show creată de Anthony E. Zuiker. |
| Film (vag adaptat)                | Sabotaj                                                     | 2014                   | un film dramatic Action thriller/crimă cu Arnold Schwarzenegger vag bazat pe carte. |
| TV                                | Ten Little Niggers (Achra Abid Zghar)                       | 2014                   | Producție de televiziune de la MTV Lebanon⁠(d) (MTV Arhivat în 27 iulie 2017, la Wayback Machine.) |
| Film                              | Aatagaara⁠(d)                                                | 2015                   | Film în Kannada în regia lui K. M. Chaitanya⁠(d), produs de Dwarkish⁠(d) |
| TV                                | And Then There Were None⁠(d)                                 | 2015                   | miniserial de 3 episoade BBC, adaptarea cea mai fidelă cărții, păstrând decorul, cea mai mare parte a acțiunii, și finalul sumbru (IMDb) |

## Traduceri în limba română
- Christie, Agatha, Zece negri mititei, tradus de E. Stamatescu, București, 1966: Editura pentru Literatură Universală, Colecția Meridiane, p. 272;